# Perm (by)
 For alternative betydninger, se Perm. (Se også artikler, som begynder med Perm)
Perm (russisk: Пермь, tr. Perm) er en by i Perm kraj i Den Russiske Føderation ved floden Kama ved foden af Uralbjergene. Byen blev grundlagt 4. maj 1723  og hed Molotov fra 1940 til 1957. Perm er administrativt center i krajen og har 1.026.908 (2024) indbyggere.
Urtidsperioden Perm blev beskrevet og navngivet på grundlag af stenprøver fra byen.

## Geografi
Perm ligger ved Kamafloden i kuperet terræn. Kama er den vigtigste biflod til Volga og en af de dybeste og mest maleriske floder i Rusland. Via floden Kama har Uralbjergene forbindelse til Hvidehavet, Østersøen, Azovske Hav, Sortehavet og Det Kaspiske Hav. Kama deler byen i to dele: centrum og bydelen på højre bred. Byen strækker sig 70 km langs Kama og 40 km på tværs. De vigtigste gader løber parallelt med Kama-floden, i retningen øst-vest, mens andre løber vinkelret på floden.
Et andet karakteristisk træk ved byen antallet af småfloder og bække. De største af dem er Muljanka og Jegosjikha venstre bifloder til Kama.

### Klima
Perm har tempereret fastlandsklima med lange, kolde vintre og korte, varme somre. Den koldeste måned er januar med en gennemsnitstemperatur på −12,8 °C, den lavest målte temperatur i Perm var −44,9 °C. Den varmeste måned er juli med en gennemsnitstemperatur på 18,6 °C, den højest målte temperatur i Perm var 37,2 °C i august måned. Den gennemsnitlige årlige nedbør er 657 mm.

## Historie
I begyndelsen af 1700-tallet blev der opdaget kobberforekomster i området. Efter et dekret udstedt af Peter den Store i 1720 anlagdes et statligt kobberværk i 4. maj 1723 . I 1772 havde byen 1.623 indbyggere. 1781 blev Perm tildelt bystatus, og i 1796 administrativt center i Perm guvernement. Frem til 1830 var ledeldelsen af Urals bjergværk placeret i byen. I 1917 grundlagdes et universitet i byen med et polytekniskt institut, samt konst- och kulturhistoriske museer. Bland byens industrier var superfosfat-, separator-, læder- og sømfabrikker samt et skibsværft. Perm var samtidigt en vigtig dampskibsterminal. Perm havde tidligt udprægede europeiske træk med stenhuse og en reguleret byplan.
Fra 1940 til 1957 hed byen Molotov, efter Vjatjeslav Molotov.

## Demografi
| Demografisk udvikling for Perm fra 1897 til 2014 | Demografisk udvikling for Perm fra 1897 til 2014 | Demografisk udvikling for Perm fra 1897 til 2014 | Demografisk udvikling for Perm fra 1897 til 2014 | Demografisk udvikling for Perm fra 1897 til 2014 | Demografisk udvikling for Perm fra 1897 til 2014 | Demografisk udvikling for Perm fra 1897 til 2014 | Demografisk udvikling for Perm fra 1897 til 2014 | Demografisk udvikling for Perm fra 1897 til 2014 | Demografisk udvikling for Perm fra 1897 til 2014 |
| ------------------------------------------------ | ------------------------------------------------ | ------------------------------------------------ | ------------------------------------------------ | ------------------------------------------------ | ------------------------------------------------ | ------------------------------------------------ | ------------------------------------------------ | ------------------------------------------------ | ------------------------------------------------ |
| år                                               | 1897                                             | 1939                                             | 1959                                             | 1970                                             | 1979                                             | 1989                                             | 2002                                             | 2010                                             | 2014                                             |
| indbyggere                                       | 45.205                                           | 255.236                                          | 629.118                                          | 850.324                                          | 999.157                                          | 1.090.944                                        | 1.001.653                                        | 991.162                                          | 1.026.477                                        |

Note: Indbyggertal fra folketællinger

### Etnisk sammensætning
| Etnicitet      | Antal (%)        |
| -------------- | ---------------- |
| Russere        | 823 333 (90,7 %) |
| Tatarer        | 34 253 (3,8 %)   |
| Basjkirere     | 7 729 (0,8 %)    |
| Komi-permjaker | 7 301 (0,8 %)    |
| Ukrainere      | 6 507 (0,7 %)    |
| Udmurtere      | 4 847 (0,5 %)    |
| Andre          | 23 985 (2,7 %)   |

## Administrativ inddeling
Perm er inddelt i 7 rajoner:
|   | Rajon                    | Russisk                 | Indbyggertal (folketælling 2010) | Perms rajoner |
| - | ------------------------ | ----------------------- | -------------------------------- | ------------- |
| 1 | Dzerzjinskij rajon       | Дзержинский район       | 155.632                          |               |
| 2 | Industrialnyj rajon      | Индустриальный район    | 157.575                          |               |
| 3 | Kirovskij rajon          | Кировский район         | 127.793                          |               |
| 4 | Leninskij rajon          | Ленинский район         | 48.520                           |               |
| 5 | Motovilikhinskij rajon   | Мотовилихинский район   | 179.961                          |               |
| 6 | Ordzjonikidzevskij rajon | Орджоникидзевский район | 111.204                          |               |
| 7 | Sverdlovskij rajon       | Свердловский район      | 210.477                          |               |

## Økonomi
Perm har den største industriproduktionen blandt byer i Uralbjergene, foran Jekaterinburg, Tjeljabinsk og Ufa, selv om Perm har en mindre befolkning end disse. 35% af Perm krajs industri ligger i Perm. De største industrier i byen er elektricitetsproduktion, olie og gas raffinering, maskinbygning, kemiindustri og petrokemiskindustri, savværker og fødevareindustrien.
Flere store industrivirksomheder er placeret i Perm. Motorfabrikanterne "Perm Motorer" og "Aviadvigatel" er blandt de store spillere i den russiske flyindustri. Raketmotor producenten "Proton-PM" skal masseproducere RD-191 motorerne til den kommende Angara raketterne. Indenfor el-teknik er de førende virksomheder: "Morion JSC" og "Perms Videnskabelige Industrielle Gruppe", sammen med "Perm Elektriske Ingeniørvirksomhed". "JSC KAMKABEL" er Ruslands største eksportør af kabler og ledninger. Olieraffinering og naturgasbehandling er også blandt byens førende industrier. De største virksomheder i denne sektor er "LUKoil-Perm Ltd.", og "LUKoilPernefteprodukt Ltd".

### Infrastruktur
Perm er en vigtig jernbaneknudepunkt på den transsibiriske jernbane med linjer udgår til hele det centrale Rusland, de nordlige dele af Uralbjergene, og til de østligste dele af Rusland. Perm har to store banegårde, den historiske Perm-I og den moderne Perm-II. Kama-floden er et vigtigt led i den samlende dybtvands kanalsystem i den europæiske del af Rusland. Floden forbinder byen med de europæiske vandveje. Det er muligt at sende gods af Kama-floden til område i Hvidehavet, Østersøen, Azovske Hav, Sortehavet og Det Kaspiske Hav uden at laste om.
Perm er betjenes af den internationale lufthavn Bolsjoje Savino, 16 km sydvest for Perm.
Perm offentlige tranport omfatter sporvogne, busser, trolleybusser og regionale jernbanelinjer.

## Uddannelse
Tekst mangler, hjælp os med at skrive teksten

## Seværdigheder
Tekst mangler, hjælp os med at skrive teksten

## Venskabsbyer
- Amnéville, Frankrig
- Agrigento, Italien
- Shenzhen, Kina
- Kertj, Rusland/Ukraine
- Oxford, Storbritannien
- Duisburg, Tyskland
- Tjerkasy, Ukraine
- Louisville, USA

## Personer født i Perm
- Sergej Nikolskij, matematiker
- Konstantin Zyrjanov, fodboldspiller

## Galleri
- Kamafloden
- Tvtårnet i Perm